# Emily Stowe

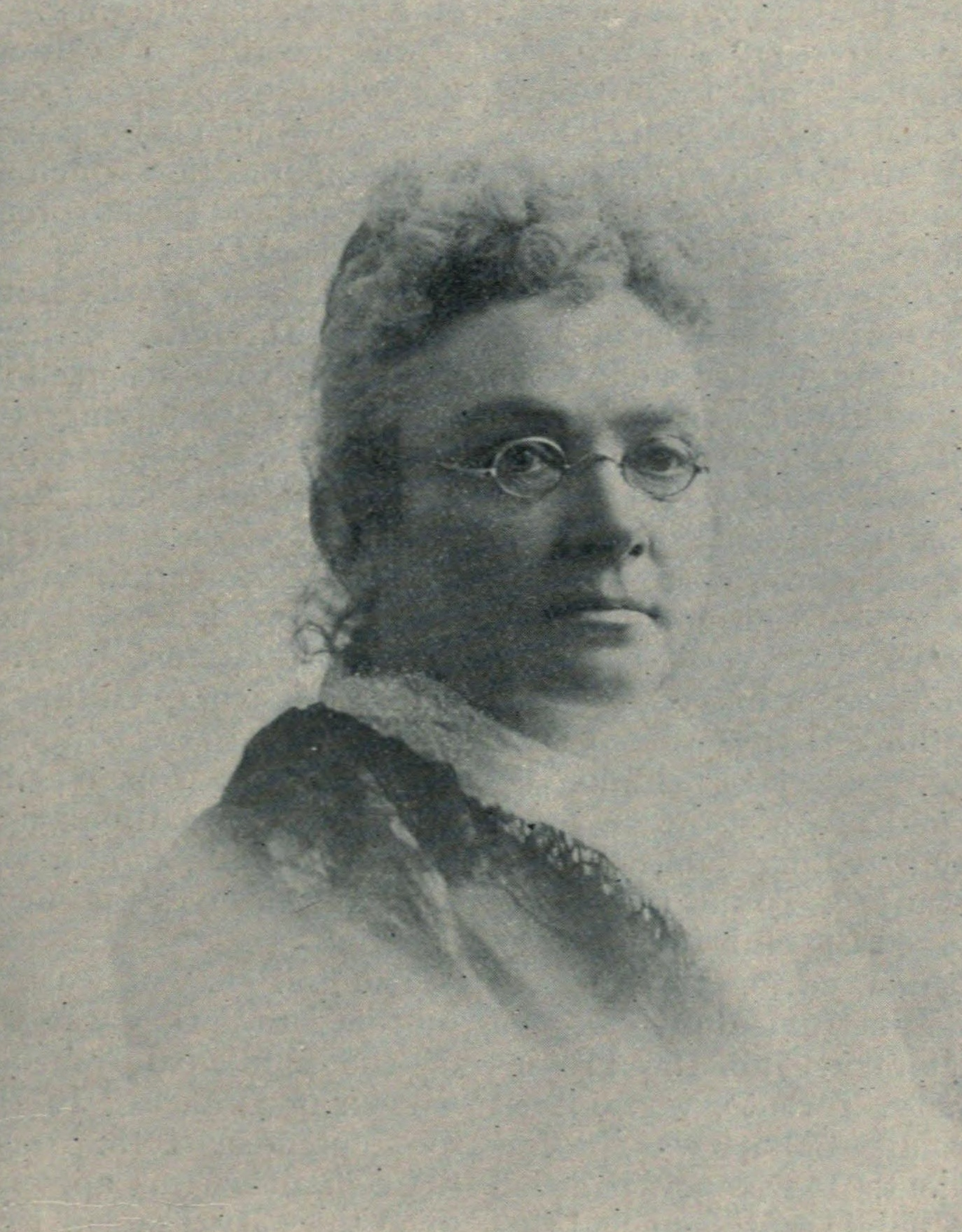
Emily Stowe vor 1896

Emily Howard Stowe (geborene Jennings, * 1. Mai 1831 in Norwich, Ontario, Kanada; † 30. April 1903 in Toronto, Kanada) war eine kanadische Lehrerin, Ärztin, Frauenrechtlerin, Suffragette und Theosophin. Sie war die erste praktizierende Ärztin Kanadas.
Die kanadische Bundesregierung ehrte Stowe am 6. Juli 1995 und erklärte sie zu einer „Person von nationaler historischer Bedeutung“. 2018 wurde Stowe in die Canadian Medical Hall of Fame aufgenommen.

## Leben und Werk

### Kindheit, Ehe, Kinder, Theosophie
Stowe wurde am 1. Mai 1831 in Norwich als ältestes von sieben Kindern von Solomon Jennings und Hannah Lossing Howard geboren. Die Eltern waren Farmer und Angehörige der Religionsgemeinschaft der Quäker. Die Mutter, unzufrieden mit dem Lehrangebot an den regionalen Schulen, unterrichtete ihre Kinder zu Hause.
Am 22. November 1856 heiratete sie in Norwich John Stowe († 1891), aus der Verbindung gingen drei Kinder hervor. Entsprechend der Religion ihres Mannes konvertierte sie zum Methodismus.
Sie war Mitglied der Theosophischen Gesellschaft und am 16. Februar 1891 neben ihrer Tochter Augusta Stowe-Gullen, Algernon Blackwood und Albert Smythe in Toronto Mitbegründerin der ersten theosophischen Loge in Kanada.

### Als Lehrerin
1846 übernahm Stowe den Posten einer Lehrerin an der Schule im Nachbarort Summerville. 1852 wollte sie am Victoria College in Cobourg ein Studium beginnen, wurde jedoch, da sie eine Frau war, abgewiesen. Daraufhin begann sie im November 1853 an der Lehrerausbildungseinrichtung Normal School in Toronto zu studieren und graduierte dort 1854 mit Auszeichnung (First-Class Honours). Daraufhin bekam sie eine Anstellung als Direktorin an einer allgemeinen Schule in Brantford und war damit die erste weibliche Schuldirektorin der kanadischen Provinz Ontario.

### Als Ärztin
Als ihr Mann um 1863 an Tuberkulose erkrankte, begann sie sich für medizinische Themen zu interessieren und versuchte an der Toronto School of Medicine der University of Toronto ein Studium zu beginnen. Wiederum wurde sie, da sie eine Frau war, abgewiesen. Deshalb begann sie 1865 das Medizinstudium am homöopathischen New York Medical College for Women in New York und graduierte dort 1867.
Gleich darauf eröffnete sie in Toronto eine homöopathische Praxis, die erste Arztpraxis Kanadas, welche von einer Frau geführt wurde. Allerdings betrieb sie diese auf Frauen- und Kinderkrankheiten spezialisierte Praxis bis 1880 illegal, da ihr die Legalisierung, weil sie eine Frau war, verweigert wurde. Zudem hatte sie gegen große Widerstände der ansässigen männlichen nicht-homöopathischen Ärzte zu kämpfen. 1879 kam es zu einer Anklage, da sie angeblich eine Abtreibung vorgenommen hatte. Nach längeren Untersuchungen, Prüfungen ihrer Qualifikation und Zeugenbefragungen bezüglich einwandfreien Charakters, wurde sie aber freigesprochen. Am 16. Juli 1880 erhielt sie eine offizielle ärztliche Lizenz.
Ihrem Beispiel folgend, absolvierte ihr Mann eine Ausbildung zum Zahnarzt, schloss diese 1875 ab und praktizierte seitdem im selben Gebäude neben seiner Frau. Ihre Tochter Augusta Stowe-Gullen studierte ebenfalls Medizin und war 1883 die erste Frau, die in Kanada einen akademischen Grad in Medizin erlangte. Stowe selbst trat für eine Verbesserung der hygienischen Zustände ein und förderte Reformen im Gesundheitswesen. Ebenso engagierte sie sich in der Frauenbewegung und trat für das Frauenwahlrecht ein. Auf einem Frauenkongress in Chicago fiel sie im Mai 1893 von der Rednertribüne und brach sich die Hüfte. Infolge dieser Verletzung musste sie ihre Arztpraxis schließen und auch ihr reformerisches Engagement einstellen.